# Filimanus heptadactyla
Filimanus heptadactyla és una espècie de peix pertanyent a la família dels polinèmids.

## Descripció
- Pot arribar a fer 13 cm de llargària màxima.
- 9 espines i 12-13 radis tous a l'aleta dorsal i 3 espines i 11-12 radis tous a l'anal.
- 24 vèrtebres.
- 7 filaments pectorals.
- Cos marró a la part superior i daurat a la inferior. Les aletes són grogues amb les vores de color negre, llevat de les pectores que són, sovint, principalment negres.[6][7][8]

## Depredadors
A l'Índia és depredat per Johnius dussumieri.

## Hàbitat
És un peix d'aigua marina i salabrosa, demersal i de clima tropical (10°N-11°S, 99°E-148°E), el qual viu als bancs de sorra i substrats fangosos.

## Distribució geogràfica
Es troba al Pacífic occidental: des de Tailàndia, Malàisia i Indonèsia fins a Papua Nova Guinea.

## Observacions
És inofensiu per als humans.